# هانسل و گرتل (فیلم ۲۰۱۳)
هانسل و گرتل (انگلیسی: Hansel & Gretel (2013 film)) فیلمی در ژانر ترسناک است که در سال ۲۰۱۲ منتشر شد. از بازیگران آن می‌توان به دی والاس اشاره کرد.